# Прљаве руке
„Прљаве руке” је југословенски телевизијски филм из 1968. године. Режирао га је Александар Ђорђевић, а сценарио је написан по делу Жана Пола Сартра.

## Улоге
| Глумац                | Улога |
| --------------------- | ----- |
| Радмила Андрић        |       |
| Беким Фехмију         |       |
| Михаило Миша Јанкетић |       |
| Маријан Ловрић        |       |
| Миодраг Радовановић   |       |
| Јожа Рутић            |       |
| Олга Савић            |       |
| Љуба Тадић            |       |
| Стево Жигон           |       |